# Cento specie invasive più dannose al mondo
Nel documento intitolato 100 of the World's Worst Invasive Alien Species (in italiano: 100 tra le peggiori specie alloctone invasive del mondo), stilato dal gruppo ISSG (Gruppo di studio sulle specie invasive della IUCN) sono raccolte 100 tra le specie di organismi alieni all'habitat in cui sono stati inseriti, che hanno provocato i danni maggiori, sia predando attivamente le popolazioni locali, che infettandole oppure soppiantandole nella competizione per il cibo: si tratta in genere di animali di piccole e medie dimensioni, introdotti dall'uomo in nuovi habitat più o meno accidentalmente, e che vi hanno prosperato ai danni delle specie autoctone, oltre che ai danni delle popolazioni umane residenti nella zona. Vi sono annoverate anche alcune specie di piante che hanno la tendenza a diffondersi in modo incontrollato negli ambienti naturali sostituendo le specie autoctone. Le specie sono selezionate a scopo dimostrativo della varietà degli organismi che possono causare grandi problemi.

## Animali
| Immagine | Nome scientifico          | Nome comune italiano            | Classificazione         | Motivo |
| -------- | ------------------------- | ------------------------------- | ----------------------- | --- |
|          | Acridotheres tristis      | Maina comune                    | Uccello, sturnide       | Infestante in Sudafrica, Nordamerica, Medio Oriente, Australia, Nuova Zelanda e molte isole del Pacifico. Sono stati sperimentati vari metodi per controllarne la popolazione e proteggere le specie autoctone.             |
|          | Aedes albopictus          | Zanzara tigre                   | Insetto, dittero        | Portatore di malattie infettive umane (ad es. dengue) |
|          | Anopheles                 | Zanzara Anofele                 | Insetto, dittero        | Portatore di malattie parassitarie umane (malaria) |
|          | Anoplolepis gracilipes    | formica pazza gialla            | Insetto, imenottero     | Formica invasiva in ambienti tropicali, tende a sostituirsi a specie autoctone che occupano la stessa nicchia ecologica |
|          | Anoplophora glabripennis  | Tarlo asiatico del fusto        | Insetto, coleottero     | A causa dell'elevata mortalità degli alberi, causata dall'alimentazione delle sue larve al di fuori dell'areale nativo, esso può modificare sia gli ecosistemi forestali che quelli urbani.                                 |
|          | Asterias amurensis        | Stella marina giapponese        | Echinoderma, asteroideo | È un predatore vorace di molluschi, crostacei, vermi marini, ascidie ed echinodermi, compresi quelli della sua stessa specie.                                                                                               |
|          | Bemisia tabaci            | Aleurodide delle serre          | Insetto, omottero       | Vettore di virosi a carico di piante orticole e ornamentali |
|          | Boiga irregularis         | Serpente bruno arboricolo       | Rettile, colubride      | Introdotto in varie zone ha decimato la fauna locale e la sua aggressività comporta numerosi problemi anche all'uomo |
|          | Capra hircus              | Capra                           | Mammifero, bovide       | Le popolazioni rinselvatichite danneggiano seriamente la vegetazione a scapito degli altri erbivori, soprattutto in ambienti insulari                                                                                       |
|          | Carcinus maenas           | Granchio di scoglio             | Crostaceo, portunide    | Raggiunge una larghezza del carapace di 90 mm e si nutre di molluschi, vermi e piccoli crostacei, danneggiando le attività di pesca.                                                                                        |
|          | Cercopagis pengoi         | Pulce d'acqua dell'amo da pesca | Crostaceo, cladocero    | Predatore che entra in competizione con altri invertebrati planctivori e pesci più piccoli. |
|          | Cervus elaphus            | Cervo nobile                    | Mammifero, cervide      | Introdotto in nuovi ambienti vi si è moltiplicato, danneggiando la vegetazione ed il terreno a causa degli zoccoli. |
|          | Cinara cupressi           | Afide dei cipressi              | Insetto, omottero       | Attacchi lievi causano lo scolorimento e la morte delle gemme, mentre infestazioni gravi possono uccidere l'albero. La fumaggine rallenta la crescita dell'albero, compromettendo la fotosintesi.                           |
|          | Clarias batrachus         |                                 | Pesce, clariide         | Introdotto a scopi alimentari, esemplari fuggiti hanno dato vita a popolazioni alloctone che decimano la fauna fluviale. |
|          | Coptotermes formosanus    | Termite formosana               | Insetto, isottero       | |
|          | Cyprinus carpio           | Carpa                           | Pesce, ciprinide        | |
|          | Dreissena polymorpha      | Cozza zebra                     | Mollusco, bivalve       | Introdotta accidentalmente tramite l'acqua delle stive, forma colonie nelle tubazioni rendendole inservibili e causando ingenti danni                                                                                       |
|          | Eleutherodactylus coqui   | Coqui                           | Anfibio, anuro          | Introdotto accidentalmente in vari paesi tropicali assieme a piante ornamentali, si è moltiplicato in maniera esponenziale.                                                                                                 |
|          | Eriocheir sinensis        | Granchio Cinese                 | Crostaceo, grapside     | |
|          | Euglandina rosea          | Lumaca lupo                     | Mollusco, gasteropode   | Lumaca predatrice, introdotta per contrastare l'espansione della sottocitata Lissachatina fulica - specialmente in ambienti insulari - ha invece decimato le specie autoctone.                                              |
|          | Felis catus               | Gatto domestico                 | Mammifero, felide       | I gatti domestici predano la fauna locale e si ibridano con il gatto selvatico, portandolo all'estinzione. |
|          | Gambusia affinis          | Gambusia                        | Pesce, pecilide         | Introdotto contro la presenza delle zanzare nelle zone umide. Si è diffuso colonizzando molti specchi d'acqua fuori dal suo areale di origine.                                                                              |
|          | Herpestes javanicus       | Mangusta indiana                | Mammifero, erpestide    | Introdotta in molte isole per contenere il numero di ratti e topi, ha invece decimato gli altri piccoli animali locali |
|          | Lates niloticus           | Persico del Nilo                | Pesce, centropomide     | Introdotto a scopi commerciali in grandi bacini d'acqua, si è moltiplicato a dismisura a spese dell'ittiofauna locale, portando molte specie all'estinzione                                                                 |
|          | Linepithema humile        | Formica argentina               | Insetto, imenottero     | |
|          | Lissachatina fulica       | Chiocciola africana gigante     | Mollusco, gasteropode   | Importata come cibo o come animale da compagnia, liberatasi ha stabilito numerose popolazioni alloctone decimando le specie endemiche.                                                                                      |
|          | Lymantria dispar          | Limantria, Bombice dispari      | Insetto, lepidottero    | Insetto defogliatore di interesse forestale |
|          | Macaca fascicularis       | Macaco cinomolgo                | Mammifero, primate      | |
|          | Micropterus salmoides     | Persico trota                   | Pesce, centrarchide     | |
|          | Mnemiopsis leidyi         | Noce di mare                    | Ctenoforo               | Introdotta attraverso le acque di zavorra delle navi, si adatta facilmente sia ai mari caldi che freddi e si ciba di zooplancton, riducendo le risorse per le specie ittiche locali                                         |
|          | Mus musculus              | Topolino delle case             | Mammifero, muridi       | Introdotto praticamente in tutto il mondo, specialmente nei paesi poveri diffonde innumerevoli malattie e danneggia i depositi di cibo                                                                                      |
|          | Mustela erminea           | Ermellino                       | Mammifero, mustelide    | Introdotto in Nuova Zelanda, si è moltiplicato abbondantemente a discapito della fauna locale, che preda attivamente |
|          | Myocastor coypus          | Nutria o Castorino              | Mammifero, miocastoridi | Allevato per interesse commerciale, gli esemplari fuggiti o rilasciati si sono stabiliti con successo in numerosi paesi, dove danneggiano gli argini dei fiumi                                                              |
|          | Mytilus galloprovincialis | Cozza                           | Mollusco, bivalve       | |
|          | Oncorhynchus mykiss       | Trota iridea                    | Pesce, salmonide        | |
|          | Oreochromis mossambicus   | Tilapia del Mozambico           | Pesce, ciclide          | |
|          | Oryctolagus cuniculus     | Coniglio                        | Mammifero, leporide     | Introdotto a scopo venatorio un po' in tutto il mondo, soprattutto nelle zone libere da predatori si è moltiplicato in maniera esponenziale, divenendo un serio problema per i raccolti                                     |
|          | Pheidole megacephala      |                                 | Insetto, imenottero     | |
|          | Platydemus manokwari      |                                 | Platelminta, turbellare | |
|          | Pomacea canaliculata      |                                 | Mollusco, gasteropode   | |
|          | Potamocorbula amurensis   | Vongola asiatica                | Mollusco, bivalve       | |
|          | Pycnonotus cafer          |                                 | Uccello, picnonotidi    | |
|          | Lithobates catesbeianus   | Rana toro                       | Anfibio, anuro          | Vettore del Batrachochytrium dendrobatidis nei luoghi in cui è stata introdotta. |
|          | Rattus rattus             | Ratto nero o Ratto comune       | Mammifero, muride       | Diffusosi in gran parte del mondo al seguito dell'uomo, danneggia le coltivazioni ed i depositi di cibo e diffonde numerose malattie                                                                                        |
|          | Rhinella marina           | Rospo dei canneti               | Anfibio, bufonide       | Introdotto in Australia ha soppiantato quasi ovunque gli anfibi endemici; a causa della sua velenosità uccide anche gli animali che se ne cibano                                                                            |
|          | Silurus glanis            | Siluro                          | Pesce, siluridae        | Predatore introdotto accidentalmente, non ha rivali. È estremamente prolifico e portatore di batteri/virus/parassiti. |
|          | Sciurus carolinensis      | Scoiattolo grigio               | Mammifero sciuride      | Introdotto come animale ornamentale, ha ampliato a dismisura il proprio areale ai danni di specie autoctone, come lo scoiattolo rosso                                                                                       |
|          | Solenopsis invicta        | Formica di fuoco                | Insetto, imenottero     | Specie invasiva e resistente. I suoi formicai danneggiano le radici delle piante, con effetti nefasti sui raccolti |
|          | Sturnus vulgaris          | Storno                          | Uccello, sturnide       | Danneggia pesantemente le coltivazioni e i raccolti |
|          | Sus scrofa                | Cinghiale                       | Mammifero, suide        | Introdotto come fonte di cibo, gli esemplari selvatici si sono incrociati con maiali rinselvatichiti dando origine a popolazioni meticce aggressive e dannose per i raccolti e le popolazioni di piccoli animali            |
|          | Trachemys scripta elegans | Tartaruga dalle guance rosse    | Rettile, emidide        | Tenuta come animale da compagnia, gli esemplari troppo cresciuti sono stati liberati in corsi d'acqua, dove si sono moltiplicati a scapito delle specie autoctone (come la tartaruga palustre), decimando la fauna lacustre |
|          | Trichosurus vulpecula     | Tricosuro volpino               | Mammifero, falangeridi  | L'unico marsupiale che ha ampliato il proprio areale venendo introdotto in vari paesi dove si è naturalizzato, divenendo un problema per i raccolti                                                                         |
|          | Trogoderma granarium      | Coleottero delle canne          | Insetto, coleottero     | |
|          | Vespula vulgaris          | Vespa                           | Insetto, imenottero     | |
|          | Vulpes vulpes             | Volpe rossa                     | Mammifero, canide       | Introdotta a scopo venatorio in numerosi paesi, si è naturalizzata e prospera a scapito delle specie autoctone |
|          | Wasmannia auropunctata    |                                 | Insetto, imenottero     | |

## Piante
| Immagine | Nome scientifico             | Nome comune italiano           | Classificazione          | Motivo |
| -------- | ---------------------------- | ------------------------------ | ------------------------ | --- |
|          | Acacia mearnsii              |                                | Pianta, Papilonacea      | La sua invasività è dovuta al fatto che produce un gran numero di semi ogni anno e alla sua grande chioma che ombreggia altre specie. |
|          | Ardisia elliptica            |                                | Pianta, Primulacea       | Viene coltivato nei giardini come ornamentale ed è diventato una specie invasiva a Porto Rico, nell'Australia tropicale (Queensland), nel sud della Florida, nei Caraibi, nelle Isole Mascarene, alle Seychelles e in diverse isole del Pacifico come le Hawaii.                                                                                      |
|          | Arundo donax                 | Canna comune                   | Pianta, Graminacea       | Forma popolamenti densi su siti disturbati, dune, zone umide e riparie. |
|          | Caulerpa taxifolia           | Alga killer                    | Alga verde, Caulerpaceae | È in grado di prosperare in acque fortemente inquinate, contribuendo forse alla sua diffusione in tutto il Mediterraneo. Può anche rimanere impigliata negli attrezzi da pesca e nelle eliche delle barche. |
|          | Cecropia peltata             |                                | Pianta, Urticacea        | |
|          | Chromolaena odorata          |                                | Pianta, Composita        | È stata segnalata come la specie invasiva più problematica all'interno delle foreste pluviali protette in Africa, impedendo la rigenerazione delle specie arboree nelle aree di coltivazione itinerante. La sua infiammabilità è un grosso problema nelle foreste. Nello Sri Lanka è una delle principali erbe infestanti nelle piantagioni di cocco. |
|          | Cinchona pubescens           |                                | Pianta, Rubiacea         | |
|          | Clidemia hirta               |                                | Pianta, Melastomacea     | |
|          | Pontederia crassipes         | Giacinto d'acqua               | Pianta, Pontederiacea    | |
|          | Fallopia japonica            |                                | Pianta, Poligonacea      | |
|          | Hedychium gardnerianum       |                                | Pianta, Zingiberacea     | |
|          | Hiptage benghalensis         |                                | Pianta, Malpighiacea     | |
|          | Imperata cylindrica          |                                | Pianta, Graminacea       | |
|          | Lantana camara               |                                | Pianta, Verbenacea       | |
|          | Leucaena leucocephala        |                                | Pianta, Papilonacea      | |
|          | Ligustrum robustum           |                                | Pianta, Oleacea          | |
|          | Lythrum salicaria            | Salcerella                     | Pianta, Litracea         | |
|          | Euphorbia esula              |                                | Pianta, Euforbiacea      | |
|          | Melaleuca quinquenervia      |                                | Pianta, Mirtacea         | |
|          | Miconia calvescens           |                                | Pianta, Melastomacea     | |
|          | Mikania micrantha            |                                | Pianta, Composita        | |
|          | Mimosa pigra                 |                                | Pianta, Papilonacea      | |
|          | Morella faya                 |                                | Pianta, Miricacea        | |
|          | Opuntia stricta              |                                | Pianta, Cactacea         | In Australia si è dimostrata gravemente infestante a discapito della flora locale |
|          | Pinus pinaster               | Pino marittimo                 | Pianta, Pinacea          | |
|          | Prosopis glandulosa          |                                | Pianta, Papilionaceae    | |
|          | Psidium cattleyanum          | Guayabita del Perú             | Pianta, Mirtacea         | |
|          | Pueraria montana var. lobata |                                | Pianta, Papilionacee     | |
|          | Rubus ellipticus             |                                | Pianta, Rosacea          | |
|          | Salvinia molesta             |                                | Pianta, Salviniacea      | |
|          | Schinus terebinthifolia      |                                | Pianta, Anacardiacea     | |
|          | Spartina anglica             |                                | Pianta, Graminacea       | |
|          | Spathodea campanulata        |                                | Pianta, Bignoniacea      | |
|          | Sphagneticola trilobata      |                                | Pianta, Composita        | |
|          | Tamarix ramosissima          |                                | Pianta, Tamaricacee      | |
|          | Ulex europaeus               | Ginestrone o Ginestra spinosa. | Pianta, Papilionacee     | |
|          | Undaria pinnatifida          | Alga bruna                     | Phaeophyceae, Alariaceae | |

## Funghi
| Immagine | Nome scientifico               | Nome comune italiano | Classificazione          | Motivo                                                                                    |
| -------- | ------------------------------ | -------------------- | ------------------------ | ----------------------------------------------------------------------------------------- |
|          | Aphanomyces astaci             |                      | Fungo, Saprolegniaceae   | causa la morte di specie di gamberi d'acqua dolce europei come Austropotamobius pallipes. |
|          | Batrachochytrium dendrobatidis |                      | Fungo, Chytridiales      | causa chitridiomicosi negli anfibi                                                        |
|          | Cryphonectria parasitica       |                      | Fungo, Cryphonectriaceae | Agente del Cancro corticale del Castagno                                                  |
|          | Ophiostoma ulmi                |                      | Fungo, Ofiostomacee      | Agente della tracheomicosi dell'olmo                                                      |
|          | Phytophthora cinnamomi         |                      | Fungi, Pythiaceae        |                                                                                           |

## Protozoi
| Immagine | Nome scientifico    | Nome comune italiano            | Classificazione    | Motivo                                     |
| -------- | ------------------- | ------------------------------- | ------------------ | ------------------------------------------ |
|          | Plasmodium relictum | Plasmodio della malaria aviaria | Protozoo, Sporozoo | Implicato in diverse estinzioni di uccelli |

## Virus
| Immagine | Nome scientifico      | Nome in italiano         | Classificazione                       | Motivo |
| -------- | --------------------- | ------------------------ | ------------------------------------- | --- |
|          | Babuvirus musae       | BBTV                     | Virus: Nanoviridae, Babuvirus         | Uno dei più gravi virus delle banane, la cima a grappolo esiste alle Hawaii dal 1989. L'Università delle Hawaii riferisce che questa malattia è molto difficile da eliminare o controllare dopo aver infettato una pianta. UH conclude: "BBTV è una grave minaccia per l'industria delle banane delle Hawaii e per le piantagioni di banane nei giardini domestici". |
|          | Morbillivirus pecoris | virus della peste bovina | Virus: Paramyxoviridae. Morbillivirus | |